# جاده ئی۹۶ اروپا
جاده ئی۹۶ اروپا (به انگلیسی: European route E96) یکی از جاده‌های اصلی قاره اروپا است که در کشور ترکیه قرار دارد.
این جاده که از شهر ازمیر شروع شده، در شهر سیوری‌حصار به پایان می‌رسد و ۴۴۶ کیلومتر مسافت دارد.